# Coltello da burro

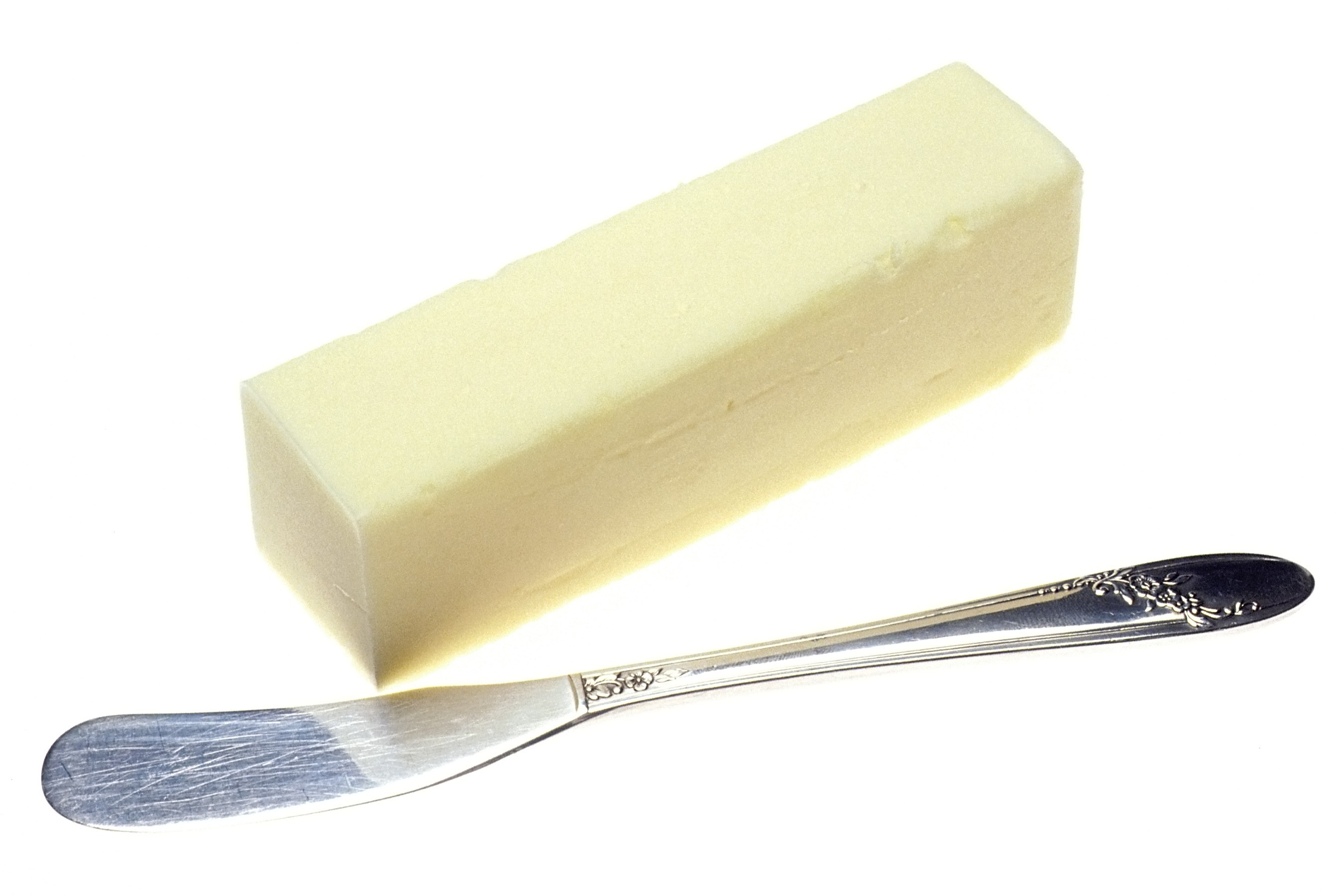
Panetto di burro con l'apposito coltello

Il coltello da burro è un tipo di coltello usato per spalmare il burro a tavola, viene usato anche per prodotti come marmellata e formaggio morbido.

## Descrizione
Ha la dimensione un poco inferiore di un normale coltello da tavola, completamente in metallo o con manico in legno o plastica. La lama, non affilata, è corta, larga e liscia, ma la caratteristica principale è quella di avere la punta molto arrotondata.
Non è una posata individuale ma da servizio, segue il burro sul piatto o burriera con cui va in tavola. Si usa per spalmare su pane o tartine il burro in panetto a temperatura ambiente o già preparato in riccioli.